# Zhanggong
Zhanggong är ett stadsdistrikt i Ganzhou i Jiangxi-provinsen i södra Kina.